# Ia Kly
Ia Kly là một xã thuộc huyện Chư Prông, tỉnh Gia Lai, Việt Nam.
Xã Ia Kly có diện tích 22,06 km², dân số năm 2008 là 2.176 người, mật độ dân số đạt 99 người/km².